# Raintsaari
Raintsaari är en ö i Finland. Den ligger i sjön Saimen och i kommunerna Jockas och Puumala och landskapet Södra Savolax, i den södra delen av landet, 230 km nordost om huvudstaden Helsingfors. Öns area är 19 hektar och dess största längd är 1 kilometer i sydväst-nordöstlig riktning.